# Regionaler Naturpark Camargue

Logo des Naturparks

Der Regionale Naturpark Camargue (französisch Parc naturel régional de Camargue) erstreckt sich im französischen Département Bouches-du-Rhône in der Region Provence-Alpes-Côte d’Azur. Er liegt in der gleichnamigen Landschaft Camargue, im Mündungsdelta der Rhône. Das Gebiet erstreckt sich grob zwischen den Mündungsarmen Grand Rhône und Petit Rhône und umfasst somit die Grande Camargue, im Südwesten aber auch noch Teile der Petite Camargue, die sich diesseits der Grenze zur Nachbarregion Okzitanien befinden. Die Parkverwaltung hat ihren Sitz im Ort Mas du Pont de Rousty (43° 29′ 24″ N, 4° 24′ 16″ O).
Der Naturpark wurde 1970 gegründet und umfasst eine Fläche von 86.000 Hektar. Der Bereich ist mit rund 7200 Einwohnern nur sehr schwach besiedelt und liegt auf dem Gebiet der Gemeinden
- Arles und
- Saintes-Maries-de-la-Mer

Vor der Küstenlinie befindet sich noch ein 3 Meilen breiter Meeresstreifen, der ebenfalls dem Naturpark zugeordnet ist. 

## Landschaft

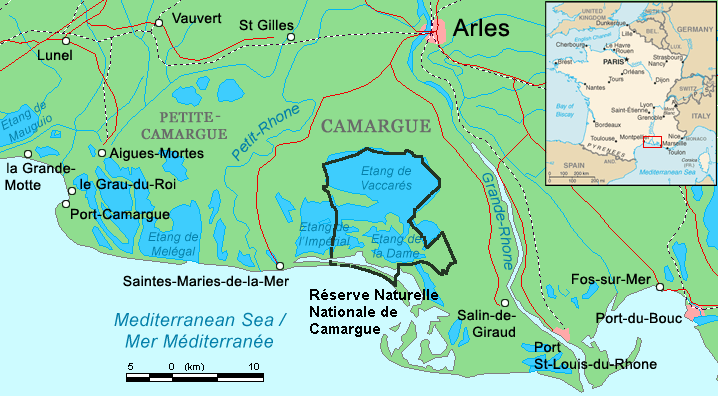
Karte der Camargue

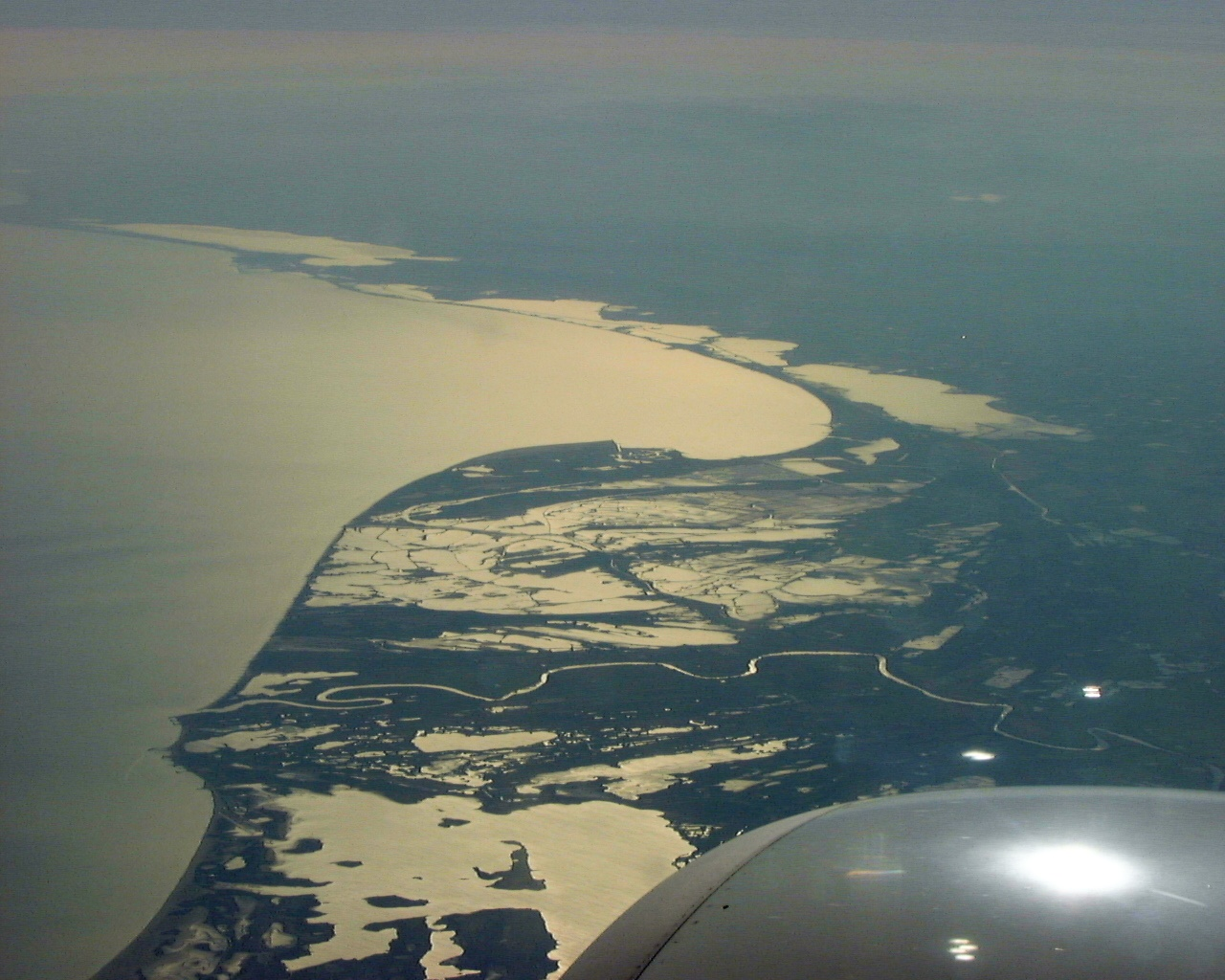
Luftaufnahme der Camargue; Mitte: Petit Rhône

Das Gebiet des Naturparks ist erdgeschichtlich durch die Rhône entstanden, die mit ihren regelmäßigen Hochwässern und der mächtigen Geschiebeführung zu einer starken Verlandung des Mündungsgebietes führte und das mächtige Mündungsdelta der Camargue bildete. Durch Kanalisierung und Errichtung von Schutzdämmen entlang der Rhône finden heute kaum noch Überschwemmungen statt, man muss sogar die Wasserversorgung künstlich steuern, um das Ökosystem aufrechtzuerhalten.
Der Naturpark besteht aus rund 55 % Naturlandschaft und gliedert sich in folgende Bereiche:
- Die Obere Camargue (westlich und südlich der Stadt Arles) wird hauptsächlich landwirtschaftlich genutzt, wobei der Anbau von Feldfrüchten, darunter auch Reis und die Viehzucht (Camargue-Pferd und Camargue-Rind) hervorzuheben sind.
- Die Mittlere Camargue wird im Zentrum vom Naturreservat rund um den Brackwasser-See Étang de Vaccarès geprägt, der für seine reiche Population an Wasservögeln bekannt ist. Besonders der Rosaflamingo ist zu einem Markenzeichen des Naturparks geworden. Ansonsten dominieren Feuchtzonen mit Schilfgebieten und Strandflieder.
- Die Untere Camargue wird von Sandstränden und Salzwasser-Lagunen bestimmt, im Südosten wird das Salz in der Salin-de-Giraud wirtschaftlich gewonnen.

## Galerie

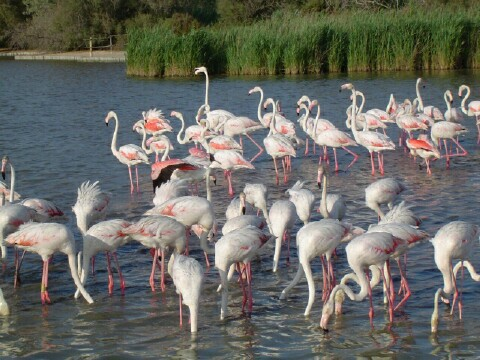
Rosa Flamingos in der Camargue
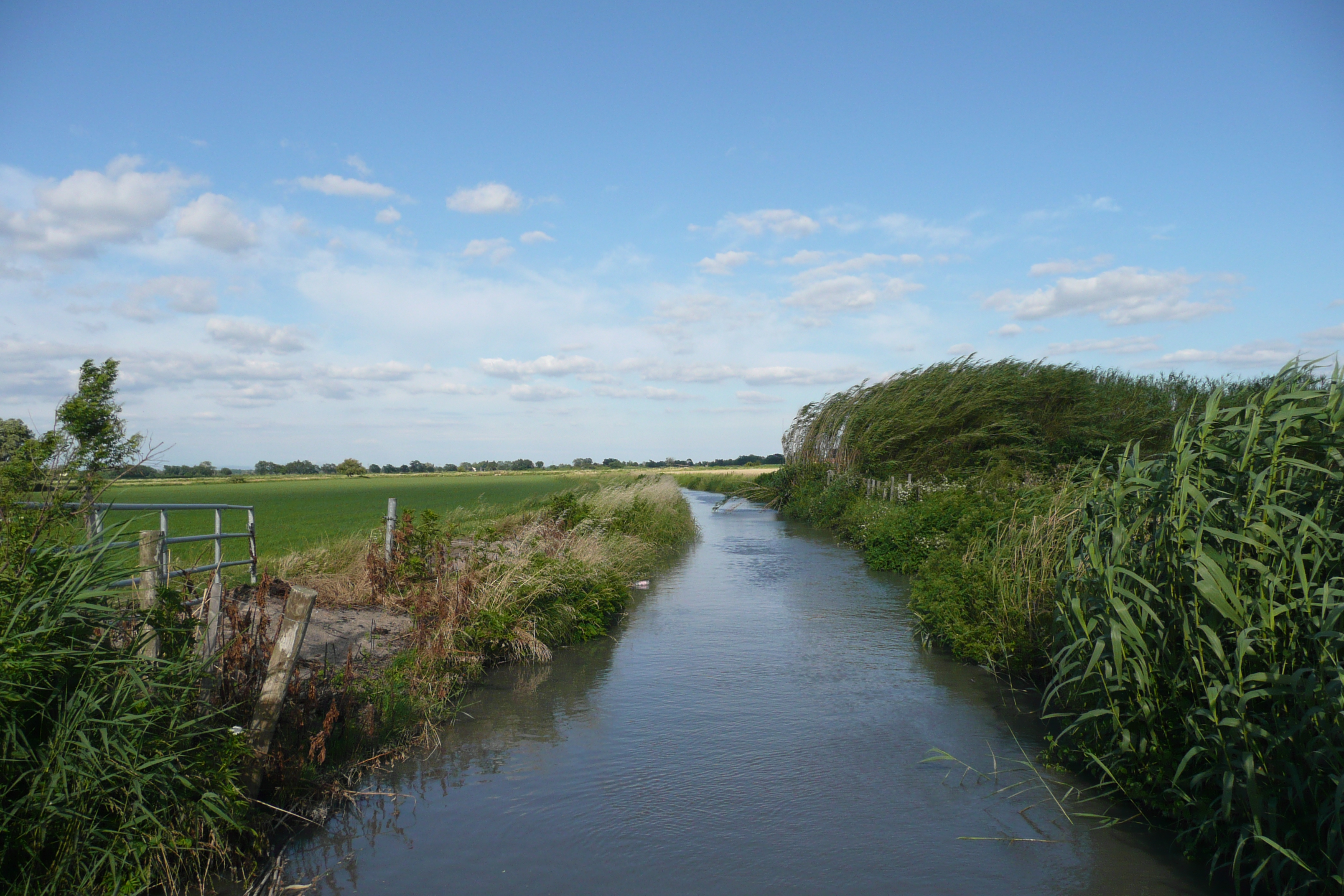
Bewässerungskanal nahe Arles
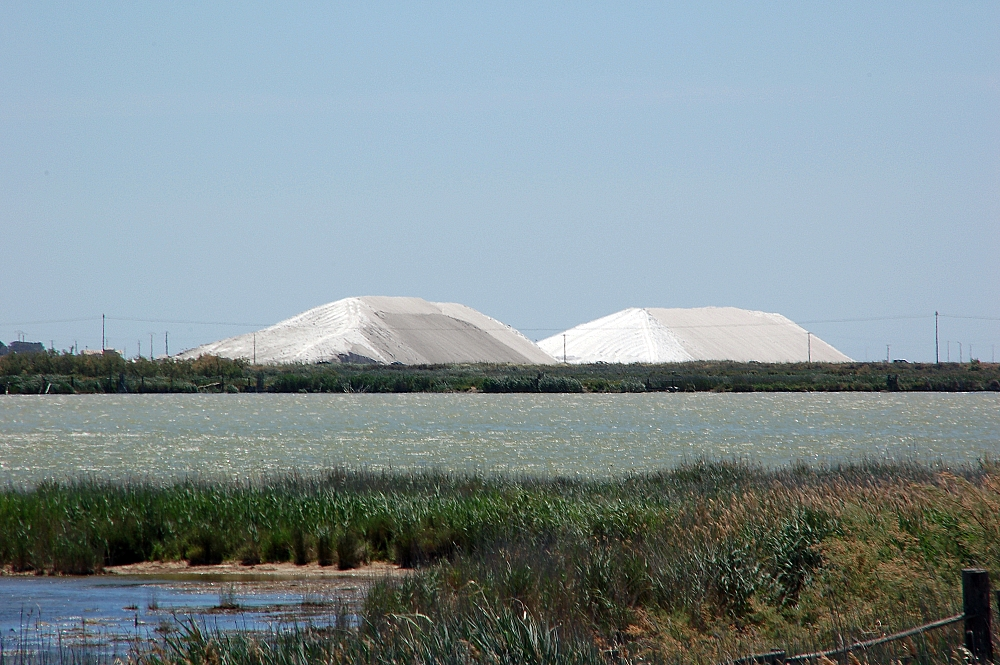
Salzgewinnung in der Camargue